# Irmena Chichikova
 (février 2017).
Si vous disposez d'ouvrages ou d'articles de référence ou si vous connaissez des sites web de qualité traitant du thème abordé ici, merci de compléter l'article en donnant les références utiles à sa vérifiabilité et en les liant à la section « Notes et références ».
Irmena Tchitchikova (en russe : Ирмена Чичикова), née le 22 mai 1984, est une actrice de théâtre, de télévision et de cinéma d'origine bulgare.

## Biographie
Irmena Tchitchikova est née à Plovdiv, en Bulgarie. Elle y grandit avant d'étudier au lycée français Antoine de Saint-Exupéry. En 2003, elle part poursuivre ses études à Sofia, à la Académie nationale de théâtre et d'art cinématographique Krastyo Sarafov (en) sous la tutelle des professeurs Margarita Mladenova et Ivan Dobchev. Elle a également étudié le grec moderne. Ses performances de fin de cursus incluent Les Trois Sœurs d'Anton Tchekhov, dirigée par Margarita Mladenova, et Dakota / Words in Chains de Jordi Galceran, dirigée par Stilian Petrov.
Diplômée en 2008, elle devient par la suite une actrice indépendante à plein temps.
Elle fait ses débuts professionnels sur scène dans la pièce L'Art de balayer les choses sous le tapis (2008), qui est basée sur Scènes de la vie conjugale d'Ingmar Bergman ; son rôle de Marianne lui vaut une nomination au Ikar (2009) et le prix du rôle principal dans la catégorie meilleure actrice féminine à la cérémonie des Askeer (2009). Elle remporte grâce à cette pièce un succès critique et commercial.
En 2009, elle joue dans Nirvana avant de partir en 2010 en tournée au Canada et en France pour la pièce La Construction de l'imagination libérée, basée sur les travaux d'Eugène Ionesco.
Elle joue en 2012 dans La Chasse au canard d'Alexandre Vampilov au Théâtre national bulgare Ivan Vazov. La même année, elle apparaît dans le film Az Sam Ti pour lequel elle reçoit un succès critique et remporte le prix du premier rôle féminin lors du Festival national bulgare Golden Rose (en) (2012).
En 2014, elle joue dans Viktoria le rôle de Boryana, la mère d'un enfant né sans cordon ombilical ; le film est projeté pour la toute première fois en janvier au festival du film de Sundance.
En 2015, elle apparaît dans Chasseurs de son.

## Filmographie
En 2010, Tchitchikova apparaît dans son premier long métrage, Staklenata Reka.
Elle obtient son premier rôle principal en 2012 avec Az Sam Ti de Petar Popzlatev, dans lequel elle est accompagnée de Janet Spassova.
Elle tourne la même année dans Viktoria (sorti en 2014) et Sound Hunters (sorti en 2015).
Viktoria est projeté pour la première fois lors du festival du film de Sundance en 2014. Le film, situé en Bulgarie pendant la chute du communisme, mêle satire, surréalisme et drame. Tchitchikova y joue une bibliothécaire du nom de Boryana qui devient involontairement la mère d'une fille, Viktoria, dont l'absence de cordon ombilical attire l'attention de l’État, empêchant sa famille de fuir le pays. L'histoire illustre la transition sociale et culturelle depuis le communisme vers la démocratie ainsi qu'un voyage intérieur de la haine à l'amour.

## Théâtre
Elle est apparue dans de nombreuses productions théâtrales depuis l'obtention de son diplôme en 2008. On peut notamment retenir L'Art de balayer les choses sous le tapis (2008), Nirvana (2009), La Construction de l'imagination libérée (2010), La Visite du père (2011) et La Chasse au canard (2012).

## Performance Art et projets secondaires
En 2011, elle présente la 90e cérémonie du Syndicat des artistes bulgares (en) et les IKAR.
Sa première exposition de photographie, Postidentity de Liliana Karadjova, débute en 2010.
Depuis 2007, elle a également été mannequin pour le créateur de mode Neli Miteva ainsi que pour d'autres jeunes designers de Bulgarie et de Macédoine.

## Prix et nominations
- Golden Rose Film Festival (2012) : double prix du rôle principal féminin, avec Janet Spassova, pour leur interprétation de Youra et Adriana dans le film Az Sam Ti (2012), réalisé par Petar Popzlatev.
- Askeer (2009) : prix du rôle féminin pour son rôle de Marianne dans L'Art de balayer les choses sous le tapis (2009), réalisé par Desislava Shpatova.
- Troisième prix du premier rôle féminin au Festivan national de formes de petit théâtre de Vratsa, pour L'Art de balayer les choses sous le tapis (2009), réalisé par Dessislava Chpatova.
- Ikar (2009) : nomination au prix du meilleur second rôle féminin pour le rôle de Marianne dans L'Art de balayer les choses sous le tapis (2009), réalisé par Dessislava Chpatova.